# Ceratophysella dolsana
Ceratophysella dolsana är en urinsektsart som först beskrevs av Lee och Kim 1995.  Ceratophysella dolsana ingår i släktet Ceratophysella och familjen Hypogastruridae. Inga underarter finns listade i Catalogue of Life.